# Silphos
Silphos (CAS-Nummer: 1261079-35-9) ist ein aus Silicagel und Phosphortrichlorid hergestelltes Reagenz, das für verschiedene Reaktionen in der organischen Synthese eingesetzt werden kann.

## Herstellung
Durch Umsetzung von trockenem Silicagel mit Phosphortrichlorid unter Argon-Atmosphäre entsteht Silphos als weißer Feststoff.

## Reaktionen
In Gegenwart von Silphos können Alkohole mit elementarem Brom oder Iod in die entsprechenden Halogenide überführt werden, beispielsweise Benzylalkohol zu Benzylbromid und Allylalkohol zu 3-Iodpropen. Während bei ähnlichen Reaktionen mit anderen Phosphinen schwer abtrennbare Phosphinoxide vorliegen, liegt Silphos ungelöst vor und das entsprechende Nebenprodukt kann leicht abfiltriert werden. Silphos kann ebenso wie andere Phosphorreagenzen – beispielsweise Triphenylphosphin mit Tetrachlormethan; Phosphortrichlorid; Phosphortriiodid und Diphosphortetraiodid – Sulfoxide zu Sulfiden reduzieren. Auch in diesem Fall lässt sich das Nebenprodukt bei der Reaktion mit Silphos deutlich leichter abtrennen. Das Reagenz kann Aldoxime zu Nitrilen dehydratisieren. Es katalysiert außerdem die Beckmann-Umlagerung von Ketoximen zu Carbonsäureamiden. In Gegenwart einer katalytischen Menge Broms kann es sowohl Aldoxime als auch Ketoxime zu den entsprechenden Aldehyden und Ketonen umsetzen.
Weiterhin können in Gegenwart von Silphos Alkohole mit Ethylformiat oder Ethylacetat verestert, also formyliert beziehungsweise acetyliert werden. Dazu gehören die Reaktionen von Benzylalkohol zu Benzylformiat und Benzylacetat, von 2-Phenylethanol zu 2-Phenylethylformiat und 2-Phenylethylacetat, von 3-Phenylpropanol zu 3-Phenylpropylformiat und 3-Phenylpropylacetat, von Allylalkohol zu Allylformiat und Allylacetat, von Isopentanol zu Isopentylformiat und Isopentylacetat, von 2-Octanol zu 2-Octylformiat, von Cyclohexanol zu Cyclohexylformiat und Cyclohexylacetat, von Cinnamylalkohol zu Cinnamylformiat und Cinnamylacetat und von Menthol zu Menthylformiat und Menthylacetat. Analog können Amine formyliert und acetyliert werden, beispielsweise Anilin zu Formanilid und Acetanilid oder Benzylamin zu N-Benzylformamid und N-Benzylacetamid.

## Externe Links zu erwähnten Verbindungen
1. ↑  Externe Identifikatoren von bzw. Datenbank-Links zu Allylformiat:  CAS-Nr.: 1838-59-1, EG-Nr.: 217-413-9, ECHA-InfoCard: 100.015.831, GESTIS: 510510, PubChem: 61278, ChemSpider: 55217, Wikidata: Q12784331.
2. ↑  Externe Identifikatoren von bzw. Datenbank-Links zu Isopentylformiat:  CAS-Nr.: 110-45-2, EG-Nr.: 203-769-2, ECHA-InfoCard: 100.003.428, GESTIS: 510609, PubChem: 8052, ChemSpider: 7761, Wikidata: Q15726046.
3. ↑  Externe Identifikatoren von bzw. Datenbank-Links zu 2-Octylformiat:  CAS-Nr.: 5451-60-5, PubChem: 228730, ChemSpider: 199096, Wikidata: Q134427734.
4. ↑  Externe Identifikatoren von bzw. Datenbank-Links zu Menthylformiat:  CAS-Nr.: 2230-90-2, EG-Nr.: 218-768-2, ECHA-InfoCard: 100.017.063, PubChem: 102772, Wikidata: Q72488438.
5. ↑  Externe Identifikatoren von bzw. Datenbank-Links zu N-Benzylformamid:  CAS-Nr.: 6343-54-0, EG-Nr.: 228-739-6, ECHA-InfoCard: 100.026.126, PubChem: 80654, ChemSpider: 72839, DrugBank: DBDB02481, Wikidata: Q27093469.
6. ↑  Externe Identifikatoren von bzw. Datenbank-Links zu N-Benzylacetamid:  CAS-Nr.: 588-46-5, PubChem: 11500, Wikidata: Q81984976.